# 李培 (萬曆進士)
李培，號少春，山东济南府滨州利津县竈籍。明朝政治人物。萬曆己丑進士。

## 生平
少颖异不群，爲文下笔立就。萬曆十六年（1588年）中式戊子科山东鄉試第三名，萬曆十七年（1589年）登己丑科三甲二百三十九名進士，吏部觀政，十八年十月授浙江秀水县知县，在任九年，利興弊革，以卓异著稱，邑人于通衢立石稱頌，百年犹存。不久，擢雲南道監察御史，刚果有爲，多所建明，嘗一疏弹劾二十余人，皆當路權貴，直聲震天下。巡视西城，三十一年管太仓银库，本年出巡真定，墨吏聞風竟解綬去。三十三年九月復轉应天府巡按，本年丁憂歸里，不久卒。

## 家族
曾祖李性。祖父李可昇。父李之華，儒官。